# 김왕근
김왕근(1968년 4월 10일 ~ )은 대한민국의 배우이다.

## 출연작

### 영화
- 《양자물리학》 (2019년) - 차장검사 역
- 《크게 될 놈》 (2019년) - 김 변호사 역
- 《두 남자》 (2016년) - 형사팀장 역
- 《고산자, 대동여지도》 (2016년) - 현감 역
- 《굿바이 싱글》 (2016년) - 미술대회 주최측 선생 역
- 《순수의 시대》 (2015년) - 상선내관 역
- 《족구왕》 (2014년) - 총장 역
- 《관상》 (2013년) - 이조참의 역
- 《남자사용설명서》 (2013년) - 해변 광고주 2 역
- 《나는 왕이로소이다》 (2012년) - 이방 역
- 《바람과 함께 사라지다》 (2012년) - 빙부장 역
- 《후궁: 제왕의 첩》 (2012년) - 집사 역
- 《헤드》 (2011년) - 검시관 1 역
- 《서유기 리턴즈》 (2011년) - 김 박사 역
- 《인비져블 2: 귀신소리찾기》 (2011년) - PD 역
- 《불량남녀》 (2010년) - 신혜 바람남 역
- 《독》 (2009년) - 경비원 역
- 《똥파리》 (2009년) - 채무자 1 역
- 《아름답다》 (2008년) - 경비원 역
- 《이장과 군수》 (2007년) - 이 기자 역
- 《양아치어조》 (2006년) - 현진 잡는 사내 역
- 《신성일의 행방불명》 (2006년) - 주정꾼 / 나레이터 역
- 《화기애애》 (2005년) - 박 대리 (각주구검) 역
- 《미스터 소크라테스》 (2005년) - 형사 1 역
- 《동백꽃》 (2005년) - 왕근 역
- 《가발》 (2005년) - 지현 부 역
- 《프락치》 (2005년) - 7호실 남자 역
- 《혈의 누》 (2003년) - 남 의원 역
- 《위대한 유산》 (2003년) - 슈퍼 아저씨 역
- 《그의 진실이 전진한다》 (2003년) - 일어선 신도 역
- 《광복절 특사》 (2002년) - 왕근 역
- 《탐정 반기평》 (2001년)
- 《투캅스 3》 (1998년) - 소매치기 역
- 《불새》 (1997년) - 기획실직원 역
- 《돈을 갖고 튀어라》 (1995년) - 중국집 보이 역

### 드라마
- <커피 한 잔 할까요?> (2021년,OTT) - 남사장 역
- <빈센조> (2021년,tvN) - 천국장 역
- <낮과 밤> (2020년,tvN) - 경찰 청장 역
- <세상에서 제일 예쁜 내 딸> (2020년,KBS2) -김승철 역
- 《특별근로감독관 조장풍》(2019년, MBC) - 경찰 서장 역
- 《식샤를 합시다 3》 (2018년, tvN) - 초계탕집 사장 역
- 《슈츠》 (2018년, KBS2) - 판사 역
- 《이리와 안아줘》 (2018년, MBC)
- 《이번 생은 처음이라》 (2017년, tvN)- 수의사 역
- 《KBS 드라마 스페셜 - 나쁜 가족들》 (2017년, KBS2) 호텔 부장 역
- 《언니는 살아있다》 (2017년, SBS)
- 《크리미널 마인드》 (2017년, tvN)
- <매드독> (2017년,KBS2) - 국회의원 역
- <쌈 마이웨이> (2017년,KBS2) - 방송국 국장 역
- 《오 마이 금비》 (2016년, KBS2) - 고미술상 역
- <몬스터> (2016년,MBC) - 변호사 역
- <미스 맘마미아> (2015 KBS Drana) - 왕팀장 역
- <육룡이 나르샤> (2015년,SBS) - 광대 우두머리 역
- 《시리즈 다세포 소녀》 (2006년, Super Action) - 수학선생 역

### 연극
- <깐느로 가는 길> (2021년)
- <배를 엮다> (2020년)
- <세기의 사나이> (2019년) -저승 사자 역
- <최종면접> (2018년)
- <숨비 소리> (2016년,2017년)
- <날 보러와요> (2016년) - 김반장 역
- <리어의 역> (2016년)
- <호스피스> (2015년)
- <청춘,간다> 2015년) - 민규 역
- 《인간을 보라》 (2014년) - 신 역
- 《거울속의 은하수》 (2014년) - 호리바 역
- <창신동> (2014년)
- 《품바》 (2013년) - 품바 역
- 《광해 왕이 된 남자》 (2013년) - 조내관 역
- 《모든 이에게 모든것》 (2012년) - 신부 아빠 선배 광수 역
- 《연》 (2011년) - 이기주 역
- 《돐날》 (2011년) - 달수 역
- 《늘근도둑 이야기》 (2011년) - 더 늘근 도둑 역
- 《세자매 산장》 (2010년) - 봉남 역
- 《이상 12월 12일》 (2010년) - 김유정 역
- 《삼도봉 美 스토리》 (2009년) - 장대식 형사 역
- 《술로먼의 하얀 동그라미》 (2008년) -가수 역
- 《Mr. 로비》 (2007년) - 아버지 역
- 《맨드라미꽃》 (2007년) - 장팔 역
- 《소풍》 (2005년)
- 《이발사 박봉구》 (2004년) - 백수 세단 2 역
- <돐 날> (2000년) - 달수 역